# Zámlyní
Zámlyní (dříve Zamlýní či Zamlýn) je malá vesnice, část obce Předmíř v okrese Strakonice v Jihočeském kraji. Nachází se asi 1,5 kilometru západně od Předmíře. Je zde evidováno 22 adres. V roce 2011 zde trvale žilo 46 obyvatel.
Zámlyní je také název katastrálního území o rozloze 1,55 km².

## Historie
První písemná zmínka o vesnici pochází z roku 1221.

## Obyvatelstvo
| Rok            | 1869 | 1880 | 1890 | 1900 | 1910 | 1921 | 1930 | 1950 | 1961 | 1970 | 1980 | 1991 | 2001 | 2011 | 2021 |
| -------------- | ---- | ---- | ---- | ---- | ---- | ---- | ---- | ---- | ---- | ---- | ---- | ---- | ---- | ---- | ---- |
| Počet obyvatel | 104  | 130  | 110  | 120  | 123  | 117  | 98   | 85   | 101  | 84   | 66   | 64   | 56   | 46   | 48   |
| Počet domů     | 16   | 21   | 22   | 22   | 21   | 21   | 20   | 20   | 19   | 20   | 19   | 19   | 21   | 20   | 19   |

## Obecní správa
Při sčítání lidu v letech 1850–1889 Zámlyní bylo osadou obce Předmíř v okrese Blatná. V letech 1890–1971 bylo samostatnou obcí, se kterým patřilo nejprve do okresu Blatná, ale od roku 1960 v okrese Strakonice. Od 26. listopadu 1971 je opět částí obce Předmíř v okrese Strakonice, kdy se konaly obecní volby.

## Další fotografie

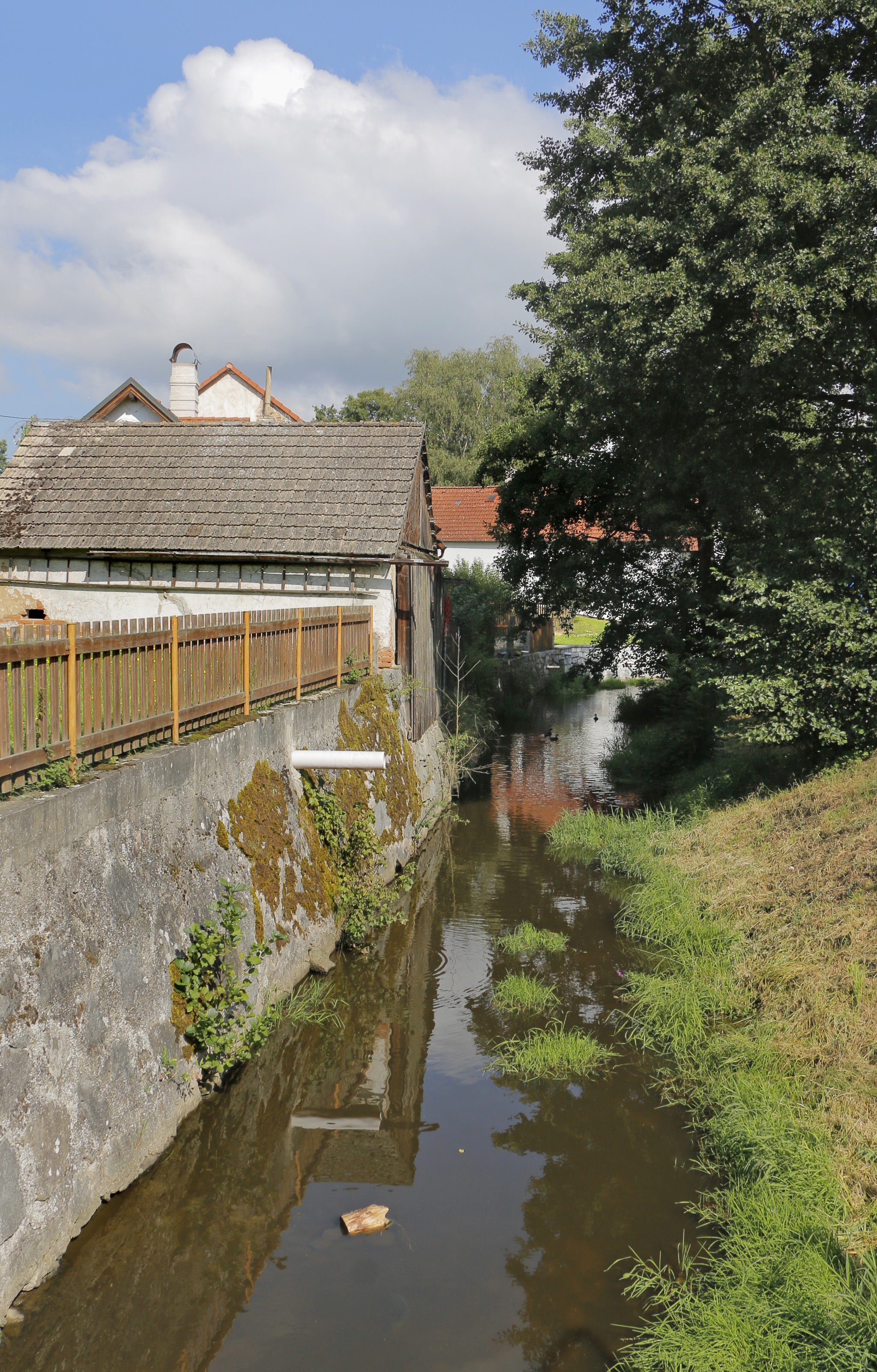
Smolivecký potok
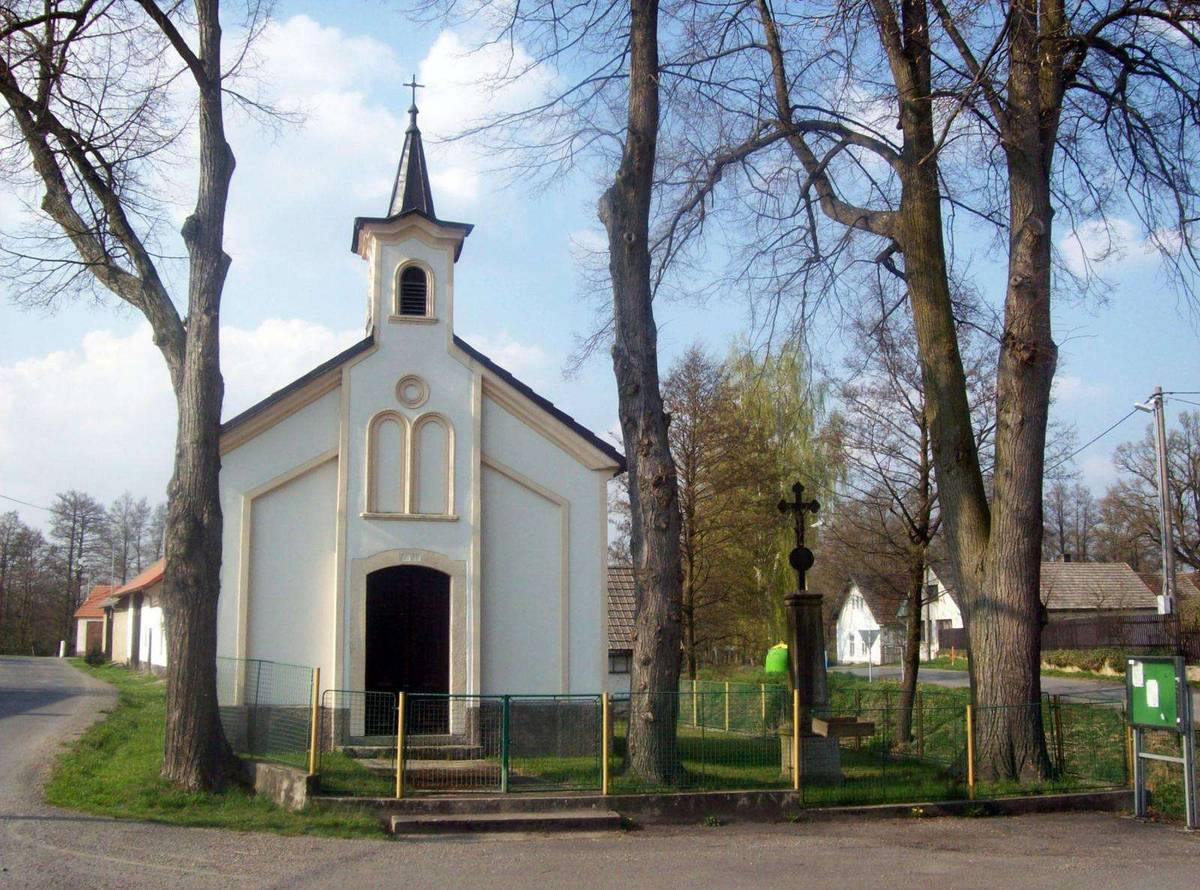
Kaple na návsi
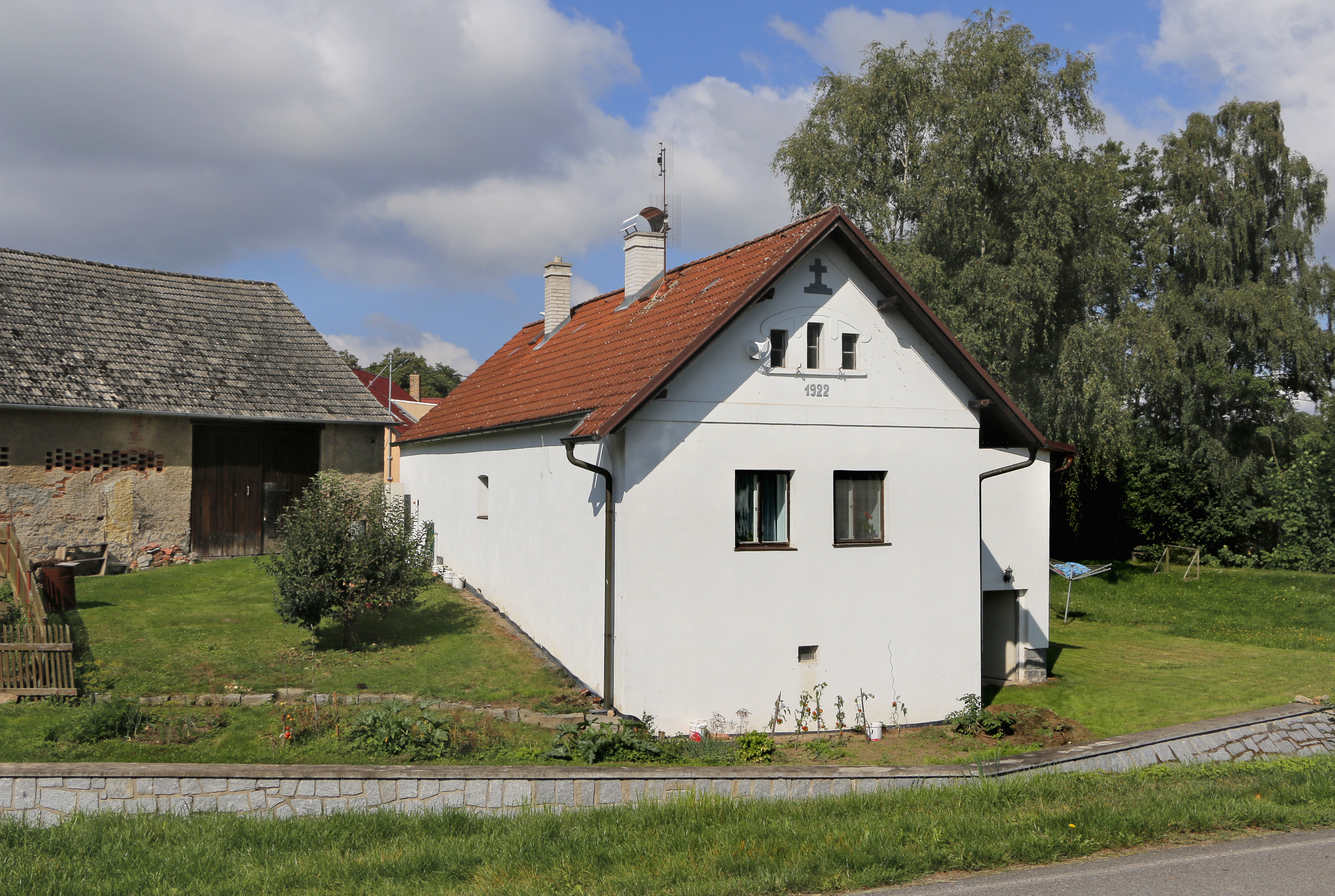
Dům čp. 22 u potoka
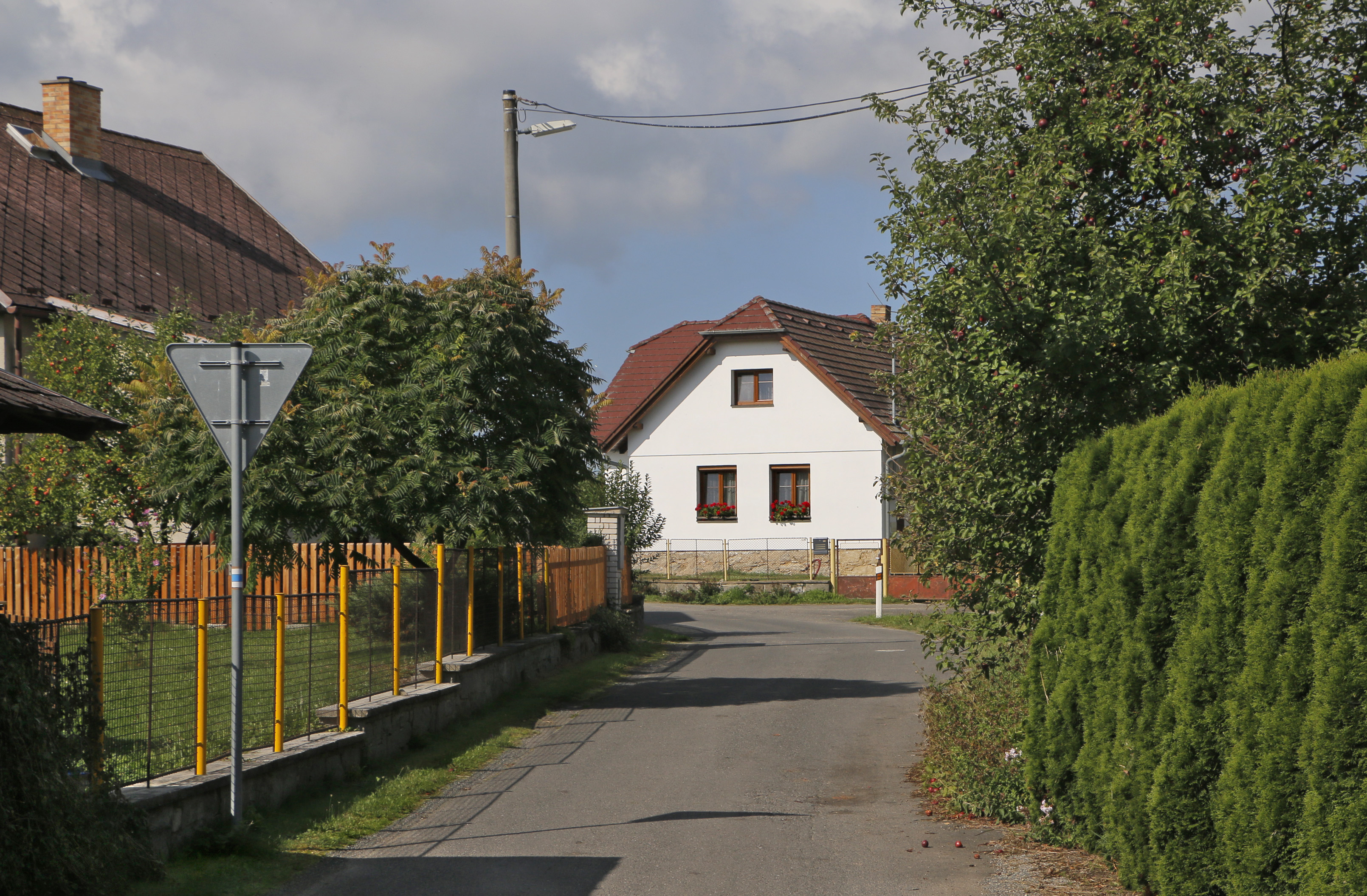
Vedlejší ulice